# Portendic
Portendic est un ancien comptoir situé sur la côte de la Mauritanie.

## Description générale

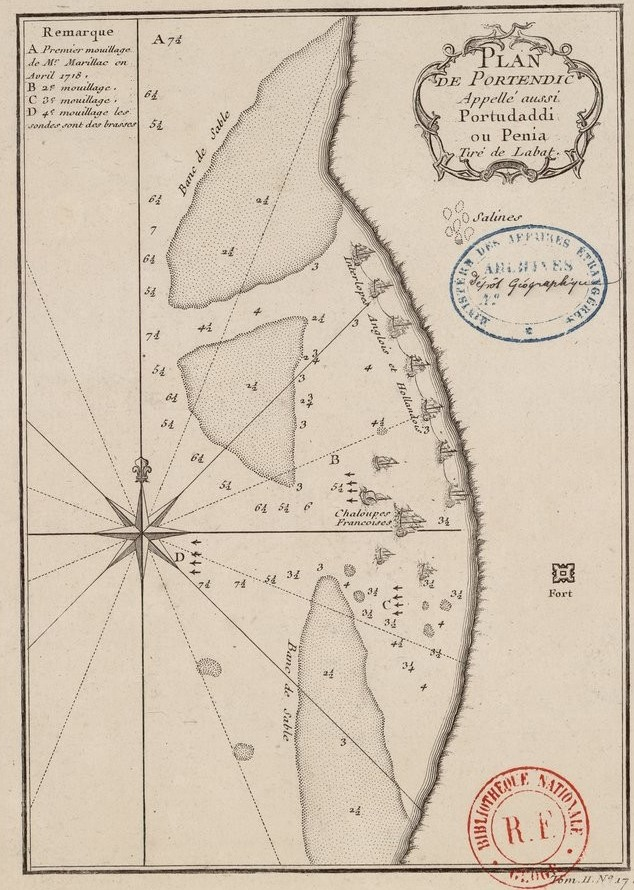
Attaque du fort de Portendic par Antoine Alexis de Perier de Salvert en mars 1724.

Portendic est une ville côtière abandonnée de l'ouest de la Mauritanie. Elle était située dans le département de Ouad Naga dans la région de Trarza.

## Histoire

### Le comptoir de Portendic

#### XVIIeetXVIIIesiècles
Aux XVIIe et XVIIIe siècles, Portendic était un port français fondé par la Compagnie française des Indes orientales et dépendant de la colonie du Sénégal, situé à trente kilomètres au nord de Saint-Louis, et important pour le commerce de la gomme arabique; c'était un comptoir de la Compagnie française des Indes orientales.

#### XIXesiècle
Au XIXe siècle, le commerce depuis ce port est devenu impossible en raison du climat aride et désertique de la région et du manque d'eau potable.
Le naufrage de La Méduse se produisit le 2 juillet 1816 entre Portendic et le banc d'Arguin.
À la fin de l'année 1833 le gouverneur français du Sénégal annonça qu'il bloquait l'accès à Portendic car il était en guerre contre les Trarzas ; le blocus dura six mois et suscita des protestations de la part de l'Angleterre.
« Portendic appartient à la France et fait partie de ses colonies, ce qui a été confirmé par le traité de 1785; la France détruisit le fort de Portendic en 1787, concentrant ses établissements à Saint-Louis, mais l'abandon d'un fort ne signifie pas pour autant l'abandon de ce territoire ; l'Angleterre a restitué Portendic en 1814. L'article 11 du traité de 1783 accordait, il est vrai, aux Anglais, le droit de faire le commerce de la gomme à Portendic, à condition de n'y former aucun établissement de quelque nature que ce soit ; mais la France est souveraine sur cette côte, et ne se trouvant jamais en état de paix avec les Maures, elle a le droit d'en interdire l'accès aux navires étrangers ».
« Portendic (...) n'a d'habitans [habitants] qu'au moment de la récolte de la gomme et de la vente de cette denrée aux bâtiments [navires] européens. À l'époque de ce marché il a toujours été d'usage d'interdire aux bâtiments étrangers l'approche de Portendic. (...) Portendic (...) a excité l'attention [des Anglais] de la colonie de Bathurst (...) et ils ont voulu disputer à la France un commerce qu'elle s'est réservée de tout temps dans cette possession. Or les profits de ce commerce sont peu importans [importants], c'est le seul qui nous reste dans ces parages. (...) ».

#### XXesiècle
À partir de 1916, tout ce qui restait de la ville était un petit groupe de huttes.

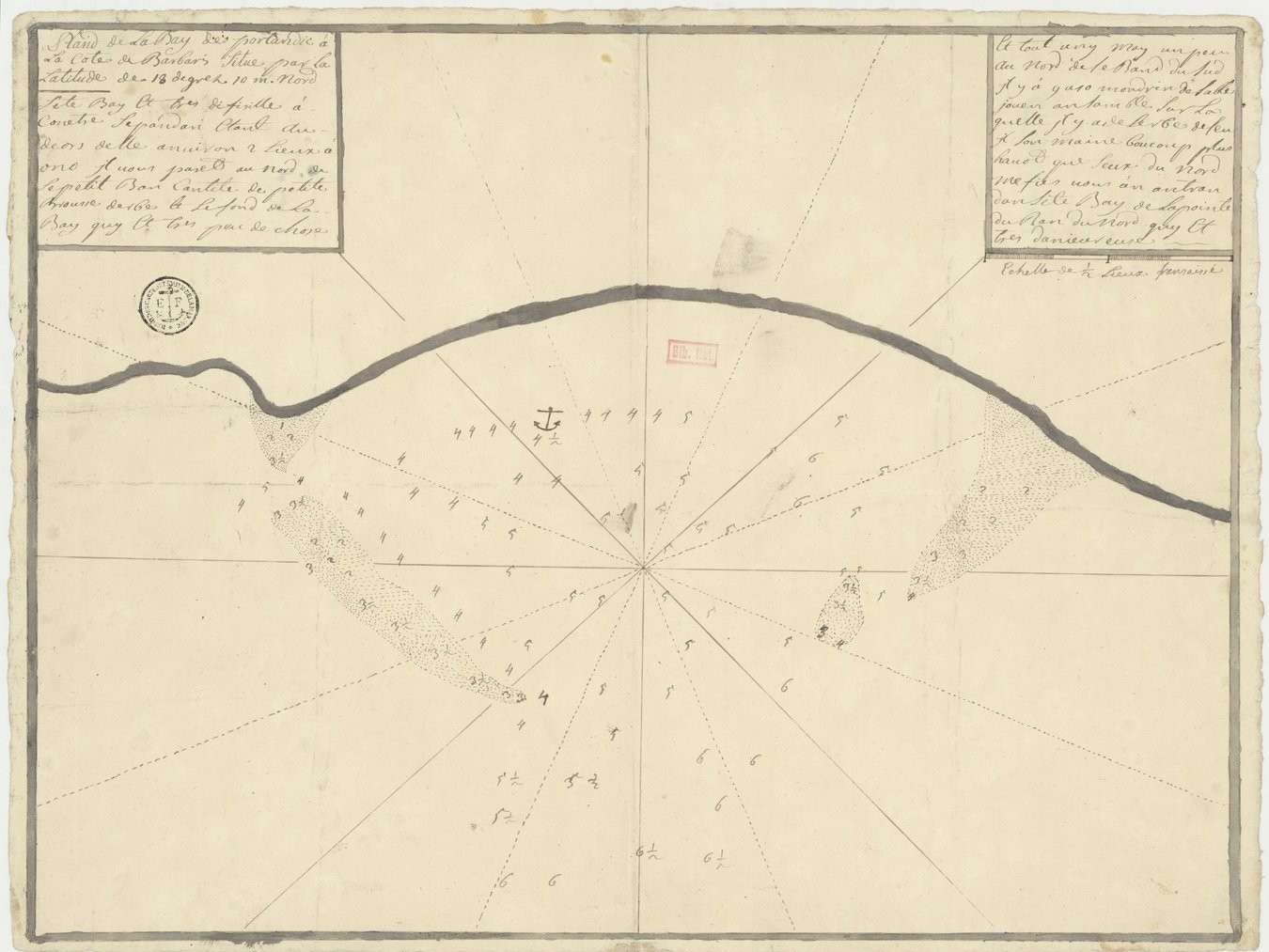
Plan de la baie de Portendic au XVIIIe siècle.

#### XXIesiècle
Le 10 décembre 2018 est inauguré le port de pêche de Tânit, précisément sur les lieux de Portendic.

### Les forts successifs de Portendic

#### Le second fort
L'escadre de Antoine Alexis Perier de Salvert parvient à Portendic le 1er mars 1724. Le sieur de La Rüe est envoyé en reconnaissance. Il ne trouve là-bas aucun vaisseaux, mais une batterie de cinq pièces de canons proche du fort de Portendic, qui fait feu sur lui. En longeant la côte il trouve une baie, où Perier fait débarquer ses troupes sous le feu de deux vaisseaux ennemis. Perier conduit ses hommes jusqu'au fort : les Hollandais les voyant s'approcher, ils mettent le feu à la place avant de fuir. Une fois arrivés, les Français augmentent l'incendie dans la place, tout étant déjà perdu. La batterie côtière, composée de 4 pièces d'artillerie de huit livres, et d'une couleuvrine de douze livres, est trouvée chargée. Ces canons sont chargés à bord de l'escadre. Concernant le fort, ses fossés sont comblés, et ses canons de fer de trois et une livre sont brisés.

## Personnalités liées à Portendic
- Antoine Alexis Perier de Salvert

## Source
- Wikipedia (en anglais).